# Джонсон, Грегори Харольд
Грегори Харольд Джонсон (англ. Gregory Harold Johnson; 12 мая 1962, Саут-Райслип, Мидлсекс, Великобритания) — полковник ВВС США и американский астронавт.

## Образование
Грегори Джонсон окончил старшую школу Парк-Хилс в Фэрборне, штат Огайо в 1980 году. Грегори Джонсон был участником скаутского движения.
В 1985 году Джонсон окончил Академию военно-воздушных сил США и получил степень бакалавра в области аэронавтики. Степень магистра делового администрирования Джонсон получил в 2005 году в Университете штата Техас в Остине.

## Карьера лётчика
После окончания Академии военно-воздушных сил в 1984 году Джонсон начал службу на авиабазе Риз в штате Техас. Он служил в качестве пилота-инструктора на самолётах Нортроп Т-38с «Тэлон» до 1989 года. Затем он летал на самолётах Макдоннелл-Дуглас F-15E «Страйк Игл» и служил на базе ВВС Сеймур Джонсон в Северной Каролине. В 1990 году Джонсон был переведён в Саудовскую Аравию. Он участвовал в операции Война в Персидском заливе. В 1993 году Джонсон начал службу лётчиком-испытателем на военно-воздушной базе Эдвардс в Калифорнии. Он испытывал самолёты F-15C/E, NF-15B и T-38A/B. В общей сложности Джонсон имеет более 4000 часов налёта на сорока типах самолётов. 1 февраля 2009 года Джонсон уволился из ВВС США.

## Карьера астронавта
Грегори Джонсон был отобран в группу подготовки астронавтов в июне 1998 года. С августа 1998 года Джонсон проходил двухлетнюю космическую подготовку. В 2000 году он был назначен ассистентом руководителя полётом. Джонсон был включен в группу, которая занималась усовершенствованием оборудования кокпита шаттла. В 2001 году Джонсон был переведён в группу поддержки полётов шаттлов «Индевор» STS-100 «Индевор» STS-108. Джонсон был также в группе, которая занималась изучением причин катастрофы шаттла «Колумбия» STS-107. В 2005 году Джонсон был включен группу поддержки разработки нового пилотируемого корабля.
В марте 2008 года Грегори Джонсон совершил космический полёт в качестве пилота в составе экипажа шаттла «Индевор» STS-123. Во время полёта он выполнял также обязанности оператора манипуляторов «Канадарм». Общее время пребывания Джонсона в космосе составляет 15 суток 18 часов 11 минут.
Джонсон был Капкомом во время полётов «Индевор» STS-126, «Дискавери» STS-119, «Атлантис» STS-125 и «Индевор» STS-127.
В августе 2009 года Грегори Джонсон был назначен пилотом шаттла «Индевор» STS-134. Полёт «Индевора» STS-134 состоялся с 16 мая по 1 июня 2011 года.
В общей сложности, за два космических полёта Грегори Джонсон провёл в космосе 31 сутки 11 часов 49 минут (755 часов 49 минут).

## Личная жизнь

### Семья
Джонсон женат. Его жена – Кэри Харбо (Cari M. Harbaugh). Они имеют троих детей.

### Увлечения
Путешествия, езда на велосипеде, гольф, музыка, деревообработка.